# University of California, Los Angeles
University of California, Los Angeles (UCLA) er et offentligt forskningsuniversitet beliggende i Los Angeles i Californien, USA. UCLA er rangeret som nummer 13 internationalt ifølge Times Higher Education. Det er også det mest ansøgte af alle universiteter i USA.
Universitetet blev etableret i 1919 som en del af University of California og er i dag det næststørste universitet i staten med ca. 45.000 studerende.
Universitetets sportshold er kendt som UCLA Bruins. Football-holdet har hjemmebane på Rose Bowl.

## Ekstern henvisning
- UCLA’s hjemmeside (engelsk)

| Skole | Spire Denne artikel om en skole, en uddannelsesinstitution eller uddannelse er en spire som bør udbygges. Du er velkommen til at hjælpe Wikipedia ved at udvide den. |

- Wikimedia Commons har flere filer relateret til University of California, Los Angeles

34°04′20″N 118°26′34″V / 34.0722°N 118.4428°V